# 永田俊彦 (医学者)
永田 俊彦（ながた としひこ、1937年12月5日 - 2010年9月6日）は、日本の医学者・精神科医。専門は精神病理学。元順天堂大学医学部教授。学位は、医学博士。

## 人物・来歴
1965年、東京医科歯科大学医学部神経精神医学教室に入局し、島崎敏樹教授、宮本忠雄助教授のもとで学んだ。村上靖彦、市橋秀夫、中安信夫らと共に日本の精神病理学第3世代を代表する人物である。主として統合失調症の研究を行った。
1937年12月5日、静岡市生まれ。1957年、静岡県立静岡高等学校卒業。1964年、東京医科歯科大学医学部卒業。1965年4月、東京医科歯科大学医学部神経精神医学教室入局、1965年10月、関東労災病院神経科勤務、1967年1月、私立多摩湖病院勤務、1972年7月、成増厚生病院勤務、1975年1月、同愛記念病院神経科勤務。1979年7月、医学博士号取得。1979年8月、順天堂大学医学部精神医学教室講師、1984年5月、順天堂大学医学部精神医学教室助教授、1989年4月、順天堂大学医学部附属順天堂越谷病院副院長、1994年、順天堂大学医学部精神医学教室教授（臨床教授）、2002年3月、退職（64歳）、同年財団法人順天堂精神医学研究所特別研究員、2010年9月6日、逝去（肺がん）。

## 学会
- 日本精神病理学会元理事

## 著書

### 編著
- 『分裂病の精神病理と治療 5』星和書店、1995年8月。ISBN 9784791102587。
- 『精神分裂病　臨床と病理 2』人文書院、1999年8月。ISBN 9784409340257。

### 分担執筆
- 『分裂病の精神病理 11』東京大学出版会、1982年12月。ISBN 9784130610919。
- 『分裂病の精神病理 16』東京大学出版会、1987年12月。ISBN 9784130610964。
- 『分裂病の精神病理と治療 2』星和書店、1989年12月。ISBN 9784791101900。
- 『現代精神医学大系 年刊版 89-A』中山書店、1990年3月。ISBN 9784521246314。
- 『臨床精神医学講座 第1巻 精神症候と疾患分類・疫学』中山書店、1998年4月。ISBN 9784521490618。
- 『臨床精神医学講座 第2巻 精神分裂病 I』中山書店、1999年2月。ISBN 9784521491615。

### 共著
- 村上靖彦、永田俊彦、市橋秀夫、中安信夫『座談 精神科臨床の考え方―危機を乗り越えるべく』メディカルレビュー社、2005年4月。ISBN 9784896008265。

## 論文
- 「精神病院における治療状況と分裂病者の寛解過程について」『精神医学』第18巻第9号、1976年9月、951-957頁。
- 「口愛期退行を経過して寛解した一破瓜病者の世界」『臨床精神医学』第5巻第11号、1976年11月、1451-1459頁。
- 「在宅慢性分裂病者の精神病理学的特性 —長期在院者との比較から」『精神医学』第21巻第20号、1979年10月、1059-1068頁。（博士論文、授与大学名：順天堂大学、授与年月日：1979年（昭和54年）7月20日、報告番号：乙第390号、学位：医学博士）
- 「精神分裂病の急性期症状消褪直後の寛解後疲幣病相について」『精神医学』第23巻第02号、1981年2月、123-131頁。
- 「精神分裂病者の放浪について」『精神医学』第24巻第1号、1982年1月、19-25頁。
- 「分裂病者の「目覚め」の体験と再発」『吉松和哉（編）：分裂病の精神病理 11』、東京大学出版会、東京、1982年12月。
- 「転居後に発症する幻覚妄想状態-引越妄想病(仮称)について」『村上靖彦（編）：分裂病の精神病理 12』、東京大学出版会、東京、1983年12月。
- 「分裂病の晩期寛解についてー三症例の自験例から」『飯田真（編）：分裂病の精神病理 13』、東京大学出版会、東京、1984年12月。
- 「学会印象記 精神病理懇話会・信州の2年―精神病理学の行方」『臨床精神病理』第7巻第1号、1986年3月、87-89頁。
- 「分裂病残遺状態――その症候論(欠陥と残遺)」『臨床精神医学』第16巻第01号、1987年1月、5-11頁。
- 「分裂病性残遺状態における插話性病理現象についてー残遺状態の理解に向けて」『土居健郎（編）：分裂病の精神病理 16』、東京大学出版会、東京、1987年12月。
- 「寡症状性分裂病の長期経過-三例の自験例から」『吉松和哉（編）：分裂病の精神病理 と治療 1』、星和書店、東京、1988年12月。
- 「寛解過程論からみた分裂病の治療」『臨床精神病理』第10巻第3号、1989年9月、227-234頁。

### 共著論文
- 永田俊彦、水嶋節雄「東京下町の慢性分裂病者について —地域住民の分裂病者に対する許容性とその社会的背景」『精神医学』第20巻第5号、1976年9月、511-518頁。
- 永田俊彦、他「学会印象記 —精神病理懇話会・宝塚′82印象記」『臨床精神医学』第11巻第11号、1982年11月、1495-1496頁。
- 荒井稔、桜井信幸、永田俊彦「強迫症状をもつ精神分裂病の二例 ―「混じる」ことと「交わる」こと」『臨床精神病理』第8巻第2号、1987年6月、167-178頁。
- 荒井稔、永田俊彦「大企業のなかの分裂病者」『湯浅修一（編）：分裂病の精神病理と治療 2』、星和書店、東京、1989年12月。
- 永田俊彦、広沢正孝「分裂病の自然史試論」『臨床精神病理』第21巻、19-25頁。
- 永田俊彦、上田雅道、広沢正孝「世界的規模の妄想世界をめぐって —家族に対する両価的感情を端緒として」『永田俊彦（編）：精神分裂病 臨床と病理 2』、人文書院、1999年8月、85-112頁。

## 関連人物
- 島崎敏樹
- 宮本忠雄
- 中井久夫
- 吉松和哉
- 村上靖彦
- 市橋秀夫
- 中安信夫
- 皆川邦直
- 広沢正孝
- 山科満